# Godney
Godney är en ort och civil parish i Storbritannien.   Den ligger i grevskapet Somerset och riksdelen England, i den södra delen av landet, 190 km väster om huvudstaden London. Godney ligger 7 meter över havet och antalet invånare är 237.
Terrängen runt Godney är platt åt sydväst, men åt nordost är den kuperad. Runt Godney är det ganska tätbefolkat, med 144 invånare per kvadratkilometer. Trakten runt Godney består i huvudsak av gräsmarker.